# Championnat de Namibie de football 2015-2016
Navigation
Édition précédente Édition suivante
La saison 2015-2016 du Championnat de Namibie de football est la vingt-quatrième édition de la Premier League, le championnat de première division national namibien. Les équipes engagées sont regroupées au sein d'une poule unique où elles affrontent deux fois leurs adversaires, à domicile et à l'extérieur. En fin de saison, les trois derniers du classement sont relégués et remplacés par les trois meilleurs clubs de deuxième division.
C'est le club d'United Africa Tigers FC qui remporte la compétition cette saison après avoir terminé en tête du classement, avec huit points d'avance sur Black Africa FC et seize sur Tura Magic FC. C'est le tout premier titre de champion de Namibie de l'histoire du club.

## Participants
- Unam FC
- Tura Magic FC
- United Stars FC
- Eleven Arrows FC
- African Stars FC
- Civics FC
- Blue Waters FC
- Flamingoes FC - Promu de D2
- United Africa Tigers FC
- Black Africa FC
- Orlando Pirates Windhoek
- Rundu Chiefs FC - Promu de D2
- Young Chiefs FC - Promu de D2
- Julinho Sporting
- Citizens FC
- Mighty Gunners FC

## Compétition

### Classement
Le classement est établi sur le barème de points classique : victoire à 3 points, match nul à 1, défaite à 0.
| Rang | Équipe                   | Pts | J  | G  | N  | P  | Bp | Bc | Diff |
| ---- | ------------------------ | --- | -- | -- | -- | -- | -- | -- | ---- |
| 1    | United Africa Tigers FC  | 67  | 30 | 20 | 7  | 3  | 46 | 25 | +21  |
| 2    | Black Africa FC          | 59  | 30 | 17 | 8  | 5  | 44 | 18 | +26  |
| 3    | Tura Magic FC            | 51  | 30 | 13 | 12 | 5  | 45 | 27 | +18  |
| 4    | African Stars FCT        | 48  | 30 | 13 | 9  | 8  | 33 | 20 | +13  |
| 5    | Mighty Gunners FC        | 44  | 30 | 12 | 8  | 10 | 47 | 41 | +6   |
| 6    | Blue Waters FC           | 44  | 30 | 12 | 8  | 10 | 38 | 32 | +6   |
| 7    | Civics FC                | 43  | 30 | 11 | 10 | 9  | 37 | 33 | +4   |
| 8    | Orlando Pirates Windhoek | 43  | 30 | 12 | 7  | 11 | 35 | 34 | +1   |
| 9    | Eleven Arrows FC         | 40  | 30 | 11 | 7  | 12 | 30 | 36 | -6   |
| 10   | Unam FC                  | 36  | 30 | 10 | 6  | 14 | 38 | 38 | 0    |
| 11   | Rundu Chiefs FCP         | 36  | 30 | 9  | 9  | 12 | 32 | 35 | -3   |
| 12   | Young Chiefs FCP         | 32  | 30 | 8  | 8  | 14 | 32 | 38 | -6   |
| 13   | Citizens FC              | 32  | 30 | 8  | 8  | 14 | 35 | 47 | -12  |
| 14   | United Stars FC          | 28  | 30 | 7  | 7  | 16 | 40 | 55 | -15  |
| 15   | Julinho Sporting         | 28  | 30 | 7  | 7  | 16 | 28 | 44 | -16  |
| 16   | Flamingoes FCP           | 24  | 30 | 5  | 9  | 16 | 19 | 56 | -37  |

|  | Champion de Namibie 2015-2016                                                           |
|  | Relégation directe en deuxième division                                                 |
|  | T : Tenant du titre C : Vainqueur de la Coupe de Namibie P : Promu de deuxième division |

## Bilan de la saison
| Championnat de Namibie de football 2015-2016                        |                                     |
| Champion                                                            | United Africa Tigers FC (1er titre) |
| Qualifications continentales                                        |                                     |
| Ligue des champions de la CAF 2017                                  | Aucun                               |
| Coupe de la confédération 2017                                      | Aucun                               |
| Promotions et relégations                                           |                                     |
| Promus en Championnat de Namibie de football                        | Life Fighters FC                    |
| Promus en Championnat de Namibie de football                        | Young African FC                    |
| Promus en Championnat de Namibie de football                        | Chief Santos FC                     |
| Relégués en Championnat de Namibie de football de deuxième division | United Stars FC                     |
| Relégués en Championnat de Namibie de football de deuxième division | Julinho Sporting                    |
| Relégués en Championnat de Namibie de football de deuxième division | Flamingoes FC                       |